# Fayyum-porträtt
Fayyum-porträtt kallas ett stort antal (omkring sjuhundra) målningar från perioden 100-300 e.Kr. som utfördes i enkaustik, dvs varmt, pigmenterat bivax, på träpannå och fästes vid den avlidnes mumie. De flesta porträtten härstammar från den egyptiska staden Fayyum, i det som då var en romersk provins, där det varma och torra klimatet har bevarat målningarna in i modern tid.
De flesta fayyum-porträtten föreställer unga människor, och många avbildar barn. Moderna undersökningar av mumierna har påvisat en överensstämmelse mellan porträtten och de avlidnas kön och ålder, vilket antyder den blygsamma förväntade medellivslängden under denna period. Man har också föreslagit att dessa målningar ursprungligen ska ha varit väggmålningar som antingen kopierats eller direkt flyttats till graven.
Tillsammans med fresker och andra objekt från Pompeji och Herculaneum och gravmålningar funna i Makedonien , utgör fayyum-porträtten de bäst bevarade målningarna från konsten under antiken. Porträtten uppvisar en häpnadsväckande naturalism, och man antar därför att de målats under den avbildades livstid. Det är däremot omdiskuterat hur realistiska porträtten är. Jämförelser mellan ett stort antal porträtt antyder att konstnärerna snarare återgav ett antal arketyper med variationer i frisyr och skägg. Proportionsskillnaderna är små och individuella karaktärsdrag saknas, jämfört med den psykologiska realismen i den romerska porträttkonsten, i princip helt (se romersk konst).
Fayyum-porträtten tros ha utgjort en viktig utgångspunkt för ikonmåleriet i den bysantinska konsten.
Idag finns fayyum-porträtten sprida i museer över hela världen, till exempel i Louvren och British Museum.